# Johann Georg Plazer

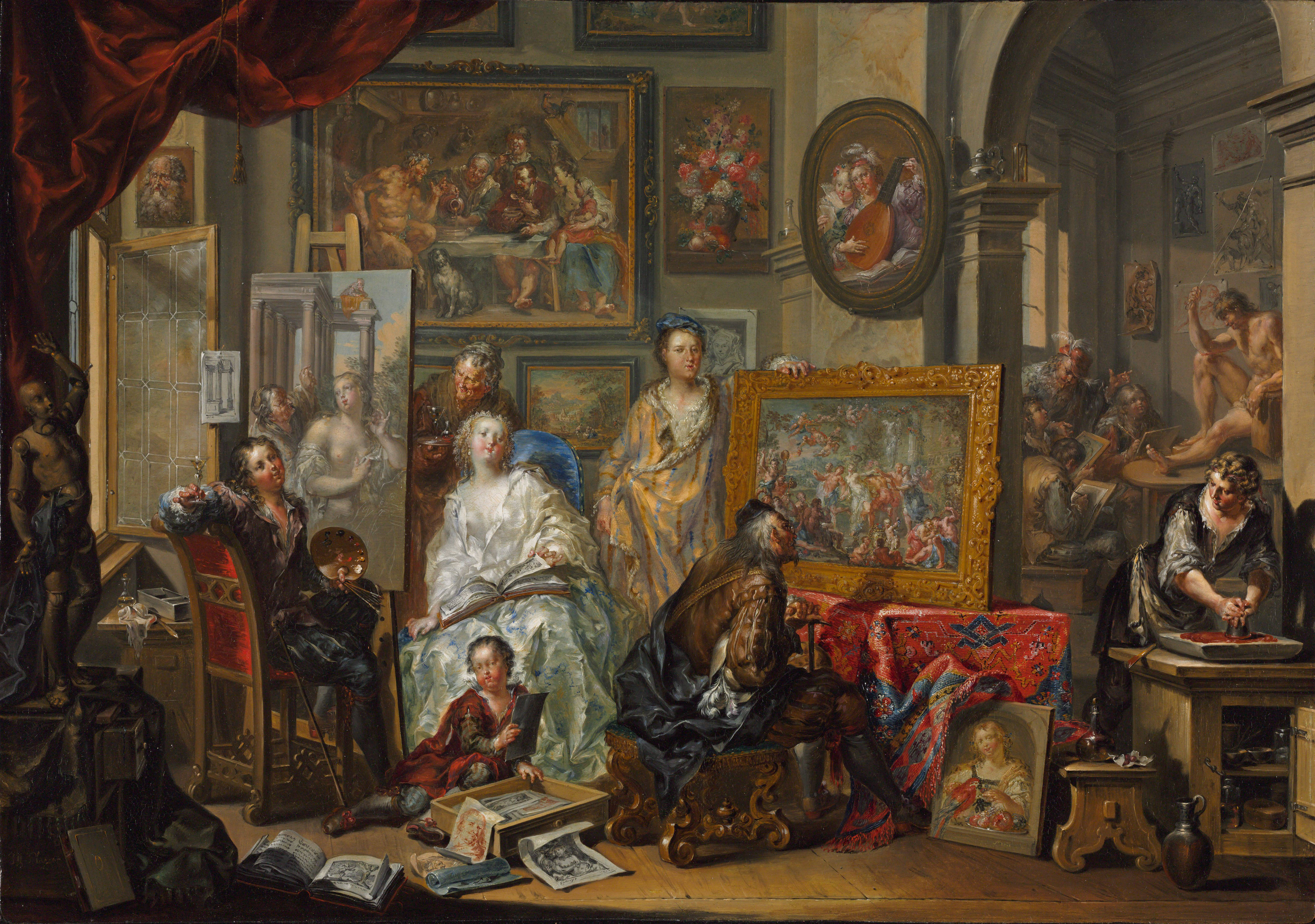
Atelier van Platzer door de schilder zelf

Johann Georg Plazer, ook Platzer (Sankt Michael in Eppan an der Weinstraße, 24 juni 1704 - aldaar, 10 december 1761) was een kunstschilder uit Zuid-Tirol, toen Oostenrijk, thans Italië. Hij leerde het schildersvak in Innsbruck bij zijn stiefvader Joseph Anton Kessler. Hij vervolgde vanaf circa 1724 zijn leerlingschap in Passau bij Jakob Christoph Plazer, een oom van hem. Deze oom was werkzaam als portretschilder aan het hof van de prins-bisschop van Passau.
Bekendheid verwierf Plazer door zijn werk aan de Academie van beeldende kunsten in Wenen. Hij verzamelde er een eerste kring van bewonderaars en opdrachtgevers. In Wenen maakte hij kennis met het werk van 17e-eeuwse Vlaamse meesters van de barok zoals Frans Francken de Jongere en Hendrik van Balen de Oudere. Wegens een zenuwziekte of mogelijk Parkinson kon Plazer niet meer nauwkeurig schilderen. Om die reden ging hij "pointillistisch" schilderen, waardoor zijn werk een herkenbaar eigen karakter droeg. Deze ziekte was ook de reden, waarom Plazer zich in 1739 terugtrok naar zijn geboortedorp in Zuid-Tirol. Ondanks zijn vertrek uit Wenen naar Tirol bleef hij bij het Weense hof populair en ontving tot aan zijn dood opdrachten voor schilderwerk.  
- Biblioteca Nacional de España: XX4671377
- Bibliothèque nationale de France: cb15917448d (data)
- Gemeinsame Normdatei: 11937627X
- International Standard Name Identifier: 0000 0000 6675 9280
- KulturNav: 18cd8447-8a43-4698-a7c9-b6e6f329a580
- Library of Congress Control Number: n87942369
- Nationale Bibliotheek van Tsjechië: xx0243531
- RKD-Nederlands Instituut voor Kunstgeschiedenis: 63831
- Système universitaire de documentation: 131343203
- Union List of Artist Names: 500016832
- Virtual International Authority File: 25411318
- WorldCat: E39PBJcR7MwdgyQFQbtbTXc3wC